# Molomea novarae
Molomea novarae är en insektsart som beskrevs av Schröder 1959. Molomea novarae ingår i släktet Molomea och familjen dvärgstritar. Inga underarter finns listade i Catalogue of Life.